# بيدرو بينيا
بيدرو بينيا (بالإسبانية: Pedro Pablo Peña)‏ (و. 1864 – 1943 م) هو دبلوماسي، وسياسي من باراغواي ولد في أسونسيون.
تولى منصب رئيس الباراغواي .وهو عضو في حزب كولورادو .